# 格拉茨大學
卡尔·弗朗岑斯格拉茨大学（德語：Karl-Franzens-Universität Graz)，成立于1585年，是奥地利施泰尔马克州最大的大学，也是奥地利境內創辦時間第二早的大學，僅次於维也纳大学。其名源于内奥地利大公卡爾二世和皇帝弗朗茨二世（Erzherzog Karl II von Innerösterreich und Kaiser Franz II./I.）。

## 科系划分
根据2002年的大学法规第20条第4款的规定，此大学分为6个学院：
- 天主教神学院（Katholisch-Theologische Fakultät）
- 法学院（Rechtswissenschaftliche Fakultät）
- 社会经济学院（Sozial- und Wirtschaftswissenschaftliche Fakultät）
- 理学院（Naturwissenschaftliche Fakultät）
- 环境、区域和教育学院（Umwelt-, Regional- und Bildungswissenschaftliche Fakultät）
- 文学院（Geisteswissenschaftliche Fakultät）

医学院根据2002年的大学法规于2004年1月1日自成为一个大学，即格拉茨医科大学。
卡尔·弗朗岑斯大学还同格拉茨科技大学共同建立了一个合作项目称之为“格拉茨自然科学”（NAWI GRAZ）。两所大学共同进行科研和教学项目。在2006/07年的冬季学期在化学、分子生物、地理科学方面开设共同的学科方向，合作提供分子生物学、化学、地球科学、数学和物理学科的所有学士和硕士学位。
自2000年以来，该大学将战略重点放在东南欧，并于2008年成立了东南欧跨学科能力中心（今天的东南欧研究中心）。此外，自2004/05冬季学期以来，法学院一直在组织法律硕士课程“东南欧法律和欧洲一体化（LL.M.）”，为下一轮欧盟扩大做准备。

## 历史
卡尔·弗朗岑斯大学于1585年由大公卡尔二世建立，同年交给了Societas Jesu来管理，它的目标是让所有社会阶层的人都可以接受精英教育。1773年由国家接管，它的目标是提拔勇于服务于国家的人，并向他们灌输实用的知识。1778年法律系建立了，1782年它变成了女子中学，并建立了外科医学的学科。
1827年它由皇帝弗朗茨二世重建。在威廉·冯·洪堡的大学改革后大学引入了教学自由的观念。大学旨在传授知识，大学生应该被带入科学研究的世界。从此大学拥有了高度的自治。除了1938年到1945年这段时间里，这种基本的结构一直保持到1975年。

在1938年奥地利被纳粹德国吞并后，许多的教职员工被解职。其中包括诺贝尔奖得主奥托·吕维（Otto Loewi）、维克托·弗兰茨·赫斯（Viktor Franz Hess）和薛定谔。
1975年的大学改革结束了由教授管理大学的状况，并建立了许多有学生和助教们组成的组织，他们同样拥有管理大学的权力。自从十九世纪五十年代后期大学的人数增长了10倍。其他重要的时事件还有1993年实施的大学组织法，它允许大学在2000年12月3日后拥有部分自治，此后大学还在争取完全自治。此外在2002年的大学法还规定了大学的独立法人地位。
卡尔·弗朗岑斯大学教堂从1985年起为里希教堂（Leechkirche）。

## 諾貝爾獎得主
- 瓦尔特·内斯特（Walther Nernst）1920年化学奖
- 弗里茨·普雷格尔（Fritz Pregl）1923年化学奖
- 尤利乌斯·瓦格纳·冯·尧雷格（Julius Wagner von Jauregg）1927年医学奖
- 薛定谔1933年物理奖
- 奥托·吕维（Otto Loewi）1936年医学奖
- 维克托·弗朗茨·赫斯（Viktor Franz Hess）1936年物理奖
- 卡尔·冯·弗里施（Karl von Frisch）1973年医学奖

## 擴展閱讀
- Walter Höflechner, Geschichte der Karl-Franzens-Universität Graz von den Anfängen bis in das Jahr 2005, Karl-Franzens-Universität Graz, 2006. ISBN ISBN 3-7011-0058-6.

## 外部連結
- University of Graz Website（页面存档备份，存于） （德文） （英文）
- Video portrait of University of Graz（页面存档备份，存于）
- Institute of Geography and Regional Science - Karl-Franzens University Graz
- Centre for Southeast European Studies- Karl-Franzens University Graz（页面存档备份，存于）
- University of Graz（页面存档备份，存于） 天主教百科全書

47°04′41″N 15°26′57″E / 47.07806°N 15.44917°E